# Rezerwat przyrody Dęby Krajeńskie
Rezerwat przyrody Dęby Krajeńskie – rezerwat leśny o powierzchni 45,83 ha, położony w województwie kujawsko-pomorskim, powiecie sępoleńskim, gminie Sępólno Krajeńskie.
Obszar rezerwatu podlega ochronie ścisłej (37,88 ha) i czynnej (7,95 ha).

## Lokalizacja
Pod względem fizycznogeograficznym rezerwat znajduje się w mezoregionie Pojezierze Krajeńskie.
Znajduje się w pobliżu styku granic trzech województw: kujawsko-pomorskiego, pomorskiego i wielkopolskiego, na północ od drogi lokalnej Czyżkówko-Lutówko.
Rezerwat jest położony w obrębie Krajeńskiego Parku Krajobrazowego. Zajmuje fragment kompleksu leśnego należącego do Nadleśnictwa Lutówko (leśnictwo Lutowo).

## Historia
Rezerwat został utworzony mocą Rozporządzenia Wojewody Kujawsko-Pomorskiego nr 249/00 z dnia 7 grudnia 2000 roku.

## Charakterystyka
Rezerwat chroni las o charakterze grądu, z drzewostanem dębowo-bukowym i licznymi, chronionymi gatunkami roślin. Ze względu na duże ocienienie dna lasu naturalne odnowienia są nierównomierne. Podszyt jest słabo rozwinięty, dlatego w rezerwacie panuje szczególna atmosfera, na którą największy wpływ mają potężne pnie i korony sędziwych drzew. Roślinność runa jest typowa dla tego typu lasu liściastego – uboga przez większą część roku, wiosną dominują zawilce żółte i gajowe, ponadto kwitną tu miodunki, kokorycze, marzanki i inne. Izolacja rezerwatu od siedzib ludzkich i tras komunikacyjnych czyni go szczególnie atrakcyjnym dla ptaków, w tym drapieżników.

## Szlak turystyczny
W pobliżu rezerwatu przebiega  pieszy szlak turystyczny „Rezerwatów Krajeńskich” Sypniewo – Witkowo 29 km.